# II район (Турку)
II район (фін. II kaupunginosa, швед. II stadsdel) — один із центральних районів міста Турку, що входить до Центрального округу і розташований на східному березі річки Аурайокі. 

## Географічне положення
Район розташований між вулицями Ууденмаанкату (Uudenmaankatu) і Каскенкату (Kaskenkatu) і займає центральну історичну частину міста Турку. 

## Пам'ятки
У районі зосереджена велика кількість пам'яток архітектури районного та національного значення, в тому числі —  Стара площа, музей ремесел Луостарінмякі, археологічний музей і виставковий комплекс "Aboa Vetus &amp; Ars Nova", а також музей мореплавання, розташований в старовинній обсерваторії Вартіовуорі. 
Щорічно в літній час на Старій площі проходить традиційна середньовічний ярмарок, що приваблює як майстрів-ремісників, так і тисячі відвідувачів з різних країн. 
Дуже популярним серед містян є міський парк відпочинку, розташований на пагорбі Вартіовуорі, де також розташований літній дитячий театр.   

## Населення
Населення району в 2007 становило 2 878 осіб. Діти молодше 15 років становили 5,89%, а старше 65 років —  24,12%. Фінською мовою в якості рідної володіли 82,63%, шведською —  15,66%, а іншими мовами — 1,71% населення району. 